# Sport Petersburg
Sport Petersburg (ros. «Спорт» Санкт-Петербург lub «Санкт-Петербургский кружок любителей спорта» (СПБ КЛС, КЛС) – transkr. pol. Sankt-Pietierburgski krużok lubitielej sporta (SPB KLS, KLS)) – rosyjski klub piłkarski z siedzibą w ówczesnej stolicy kraju, mieście Petersburg, działający w latach 1897–1923.

## Historia
Chronologia nazw:
- 1897: Sport Petersburg (ros. «Спорт» Санкт-Петербург)
- 18.08.1914: Sport Piotrogród (ros. «Спорт» Петроград)
- 1920: Skoraja Pomoszcz Piotrogród (ros. «Скорая помощь» Петроград)
- 1922: Sport Piotrogród (ros. «Спорт» Петроград)
- 1923: klub rozwiązano

Drużyna piłkarska Sport została założona w Petersburgu w 1897 roku przez Petersburskie Koło Miłośników Sportu (w skrócie SPB KLS lub KLS, które oficjalnie zostało zarejestrowane 15 czerwca 1896 roku. Koło powstało wcześniej we wsi Tiarlewo (niedaleko Pawłowska) z inicjatywy dzieci mieszkańców na letnich daczach. Początkowo nosiło nazwę "Towarzystwo Miłośników Biegania" i prowadziło zajęcia lekkoatletyczne na torach hipodromu Carskie Sioło pod nazwą "Tiarlewskoje Derby". Później członkowie koła zaczęli uprawiać sport nie tylko na swoich daczach, ale także w Petersburgu, w parku na Wyspie Pietrowskiej, stając się "Towarzystwem Biegaczy Pietrowskich". Założycielem i ideologiem klubu był Piotr Moskwin, pierwszym przewodniczącym został Aleksiej Lebiediew w 1896 roku. W działalność koła włączył się także przyszły znany popularyzator i organizator piłki nożnej Georg Duperron. Klub był finansowany przez księcia Siergieja Biełoselskiego-Biełozerskiego.
Początkowo zajęcia piłki nożnej odbywały się na arenie jeździeckiej niedaleko rzeki Żdanówki, wynajmowanej od Koła Rowerzystów Wasiliejostrowskiego, a później na terenie toru rowerowego Kamiennoostrowskiego. 12 września?/24 września 1897 odnotowano i ogłoszono w prasie sportowej pierwszy mecz w historii rosyjskiej piłki nożnej pomiędzy drużynami piłkarskimi - "Petersburskiego Koła Miłośników Sportu" ("Sport") i "Wasileostrowskiego Towarzystwa Piłkarzy". Wasileostrowcy wygrali – 6:0. Data tego meczu stała się oficjalnymi urodzinami rosyjskiego futbolu.
W 1901 roku z inicjatywy Johna Richardsona powstała Petersburska Futboł-liga (PFL). Pierwsze mistrzostwa miasta wywalczyli Szkoci z klubu Niewka, którym udało się wyprzedzić Wiktorię i Niewskiego. W następnym roku do turnieju dołączyła pierwsza rosyjska drużyna "Sport". W debiutanckim sezonie beniaminek przegrał wszystkie 6 meczów. W drugim swoim sezonie 1903 zespół awansował na trzecią pozycję na 6 drużyn. Dopiero w 1908 roku klub po raz pierwszy został mistrzem Petersburga. Potem w 1909, 1910, 1913, 1914 i 1922 zdobywał kolejne tytuły mistrzowskie. W 1919 po rozegraniu siedmiu meczów z powodu wojny domowej w Rosji PFL zawiesiła rozgrywki, ponawiając je w 1922 roku, a w końcu 1923 roku została rozwiązana. W latach 1920-1921 klub nazywał się Skoraja Pomoszcz (pol. Pogotowie Ratunkowe).
Od połowy XX wieku w drużynie zaczęli pojawiać się silni zawodnicy nie tylko z klubów rosyjskich, ale także z innych krajów (Anglia, Dania, Finlandia; wśród nich Christian Morville - zawodnik reprezentacji Danii na Igrzyskach Olimpijskich w 1912 r. Games, Finn Bror Viberg, również uczestnik Igrzysk).
Klub jest rekordzistą pod względem liczby międzynarodowych spotkań w przedrewolucyjnej rosyjskiej piłce nożnej, które zaczął organizować od 1907 roku, m.in. z Corinthians (Praga, Czechy) w 1910 roku (0:6), z reprezentacją Lipska (1:4) i Budapesztu (3:2) w 1913 roku, z klubem Civil Service Strollers F.C. (Edynburg, Szkocja) w maju 1914 (0:3).
W 1923 roku klub został rozwiązany, tak jak nowy rząd radziecki zmusił wszystkie organizacje sportowe do ponownej rejestracji jako "organizacje proletariackie". Powstał nowy klub Pietrogradski Rajon, do którego przenieśli się piłkarze Sportu, zdobywając 3 mistrzostwa miasta w latach 1924-1926.
W 2020 roku klub został reaktywowany przez pasjonatów. Klub "Markiet Swieta" z Petersburga zwyciężył w 2019 w Mistrzostwach MRO "Północny Zachód" (III dywizja), po czym został przemianowany na S.P.B.K.L.S., który uważa się za następcę klubu założonego w 1897 roku. Od 2020 roku zespół ponownie rywalizuje w mistrzostwach Petersburga.

## Barwy klubowe, strój, herb, hymn
|  |  |

Klub ma barwy biało-czarne. Piłkarze domowe spotkania zazwyczaj grali w pionowych czarno-białych koszulkach (pół na pół), czarnych spodenkach oraz czarnych getrach.

## Sukcesy

### Trofea międzynarodowe
Nie uczestniczył w rozgrywkach europejskich (stan na 31-05-2024).

### Trofea krajowe
| \| \| Zdobyte trofea w rozgrywkach Rosji (stan na: 31-05-2024) \| |                                                          |      |          |
| Rozgrywki                                                         | Osiągnięcie                                              | Razy | Sezon(y) |
| · Mistrzostwo                                                     | I miejsce                                                | 0    |          |
| · Mistrzostwo                                                     | II miejsce                                               | 0    |          |
| · Mistrzostwo                                                     | III miejsce                                              | 0    |          |
| · Puchar                                                          | zdobywca                                                 | 0    |          |
| · Puchar                                                          | finalista                                                | 0    |          |
| II liga                                                           | I miejsce                                                | 0    |          |
| II liga                                                           | II miejsce                                               | 0    |          |
| II liga                                                           | III miejsce                                              | 0    |          |
| Rosja                                                             | Zdobyte trofea w rozgrywkach Rosji (stan na: 31-05-2024) |      |          |

- Petersburska Futboł-liga:
  - mistrz (6): 1908, 1909, 1910, 1913, 1914, 1922
  - wicemistrz (3): 1912, 1915, 1923
  - 3. miejsce (3): 1903, 1907, 1911
- Wiosenny Puchar Petersburga:
  - zdobywca (5): 1909 (drużyna B), 1910, 1914, 1916, 1922
- Mistrzostwa Petersburga:
  - 3. miejsce (1): 2022.

## Poszczególne sezony

### Rozgrywki międzynarodowe

#### Europejskie puchary
Klub nigdy nie uczestniczył w rozgrywkach europejskich.

### Rozgrywki krajowe
| \| Rosja \| Bilans występów klubu w rozgrywkach piłkarskich Rosji (Stan na 31 maja 2024 r.) \| \| |                                                                                 |        |       |   |   |   |    |    |     |                      |        |        |      |
| Poziom                                                                                            | Rozgrywki                                                                       | Sezony | Mecze | Z | R | P | B+ | B– | Pkt | Lata                 | Awanse | Spadki | Naj. |
| I                                                                                                 | Priemjer-Liga (Petersburska Futboł-liga)                                        | 19     |       |   |   |   |    |    |     | 1902–1918, 1922–1923 | 0      | 0      | 1    |
| II                                                                                                | Pierwyj diwizion                                                                | 0      |       |   |   |   |    |    |     |                      | 0      | 0      |      |
| III                                                                                               | Wtoroj diwizion                                                                 | 0      |       |   |   |   |    |    |     |                      | 0      | 0      |      |
|                                                                                                   | Puchar Petersburga                                                              | 15     |       |   |   |   |    |    |     | 1908–1923            | 0      | 0      | 1    |
| Rosja                                                                                             | Bilans występów klubu w rozgrywkach piłkarskich Rosji (Stan na 31 maja 2024 r.) |        |       |   |   |   |    |    |     |                      |        |        |      |

## Struktura klubu

### Stadion
Drużyna rozgrywała swoje mecze domowe w Petersburgu na boisku na Wyspie Kriestowskiej. W 1900 roku klub wynajął działkę na wyspie Kriestowskiej, na której urządzono boisko sportowe, kort tenisowy i boisko do piłki nożnej otoczone bieżnią.

## Kibice i rywalizacja z innymi klubami

### Derby
- Kołomiagi
- Merkur
- Niewka
- Niewski
- Unitas
- Wiktoria